# Mark Ballou
Mark Ballou (nacido el 12 de octubre de 1971) es un actor de voz estadounidense, que presentó su voz en Rotor the Walrus en Sonic the Hedgehog en la primera temporada del programa (1993-1994).